# Saint-Héand
Saint-Héand é uma comuna francesa na região administrativa de Auvérnia-Ródano-Alpes, no departamento de Loire. Estende-se por uma área de 31,3 km². Em 2010 a comuna tinha 3 668 habitantes (densidade: 117,2 hab./km²).